# Čakavština
Čakavština (čakavsky čakavski, štokavskou chorvatštinou čakavski, subst. čakavica, čakavština) je nejméně zastoupený ze tří dialektů či jazyků chorvatštiny (zbylými dvěma jsou kajkavština a štokavština, z níž jsou odvozené všechny čtyři standardizované srbochorvatské jazyky). Termín chorvatština naproti tomu označuje čakavštinu, kajkavštinu a tzv. východohercegovinský dialekt štokavštiny jako jeden celek a jedná se tak spíše o parafyletickou skupinu dialektů než o jednotný jazyk. Čakavština se používá v Chorvatsku (především v přímořských oblastech, hlavně na Istrii a na ostrovech v Jaderském moři) a v příhraničních oblastech Slovinska.
Přestože v tomto jazyce jsou psány první chorvatské literární památky a až do velkých migrací obyvatelstva v 16. století byl rozšířen po téměř polovině nynějšího chorvatského území, dnes je spíše na ústupu a ve veřejné sféře se užívá především východohercegovinský dialekt štokavštiny. Čakavštinou mělo v roce 2019 mluvit cca 80 000 lidí – idealizujeme-li si situaci a řekneme, že všichni žili v Chorvatsku, pak tito občané tvořili přibližně 2 % tehdejší chorvatské populace.
Vznik termínu čakavština, jakož i popis tohoto nářečí, se klade do 19. století a je, stejně jako u obou zbylých srbochorvatských dialektů, odvozen z výrazu „co“ (čakavsky ča).

## Mapy

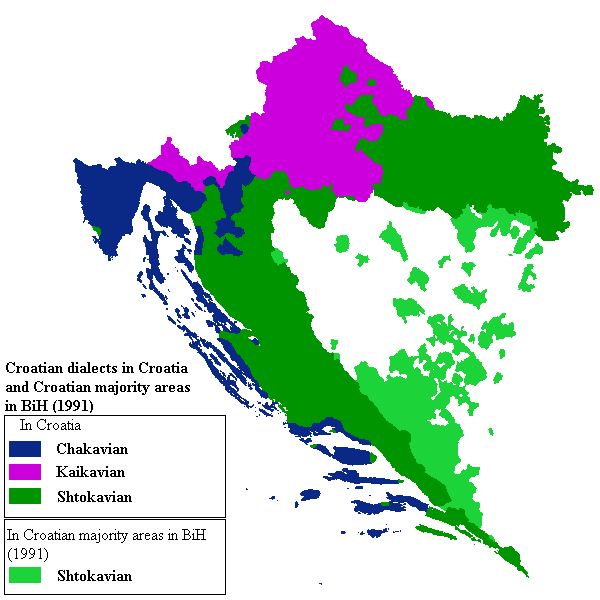
Dialekty chorvatštiny
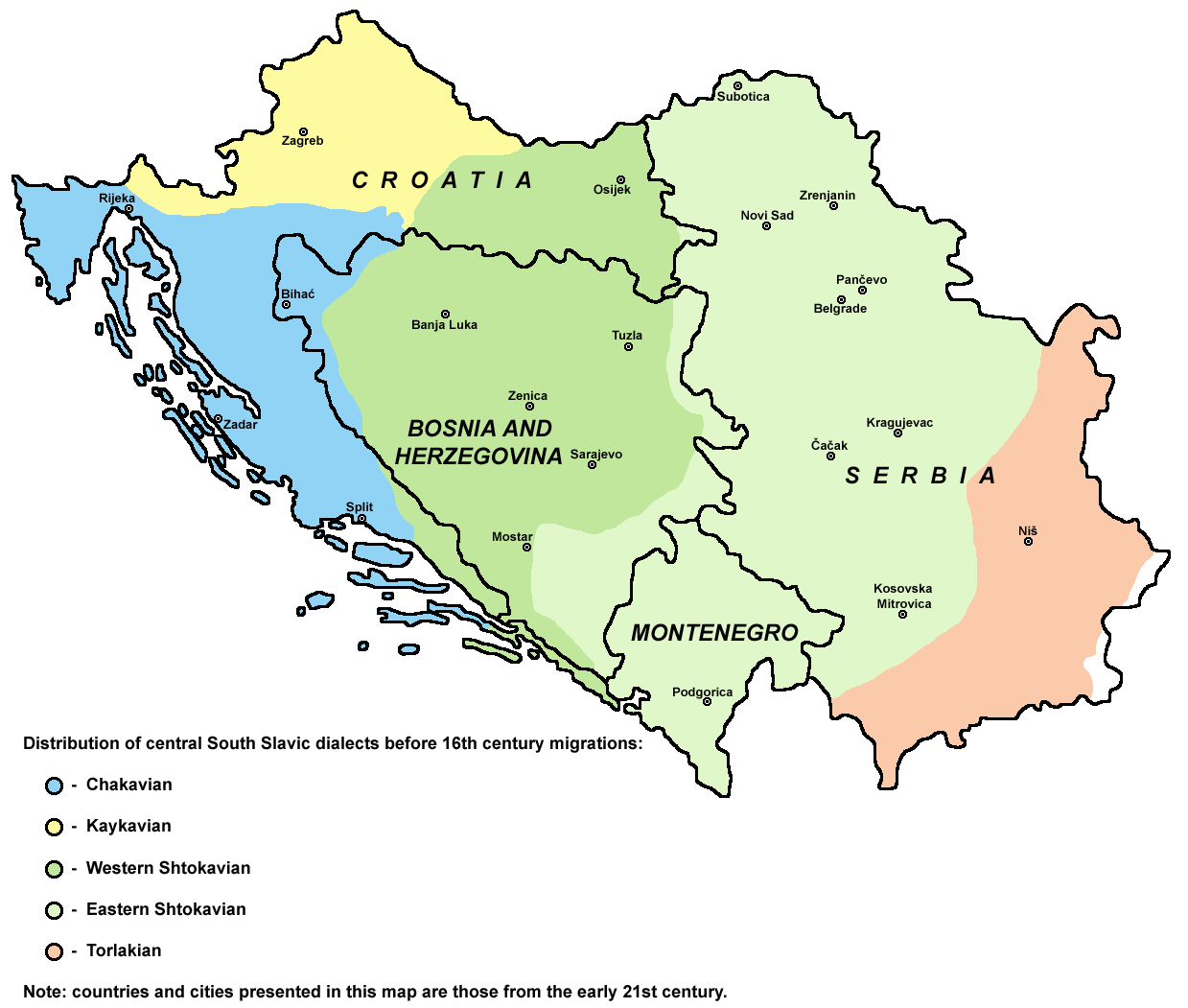
Srbochorvatské dialekty před migracemi v 16. století
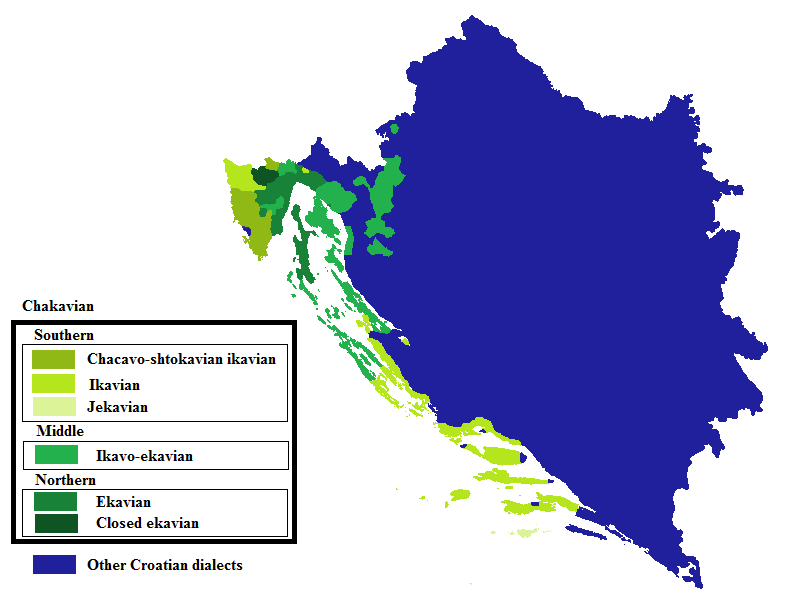
Dialekty jazyka dle chorvatského lingvisty Dalibora Brozoviće